# 帝逸酒店

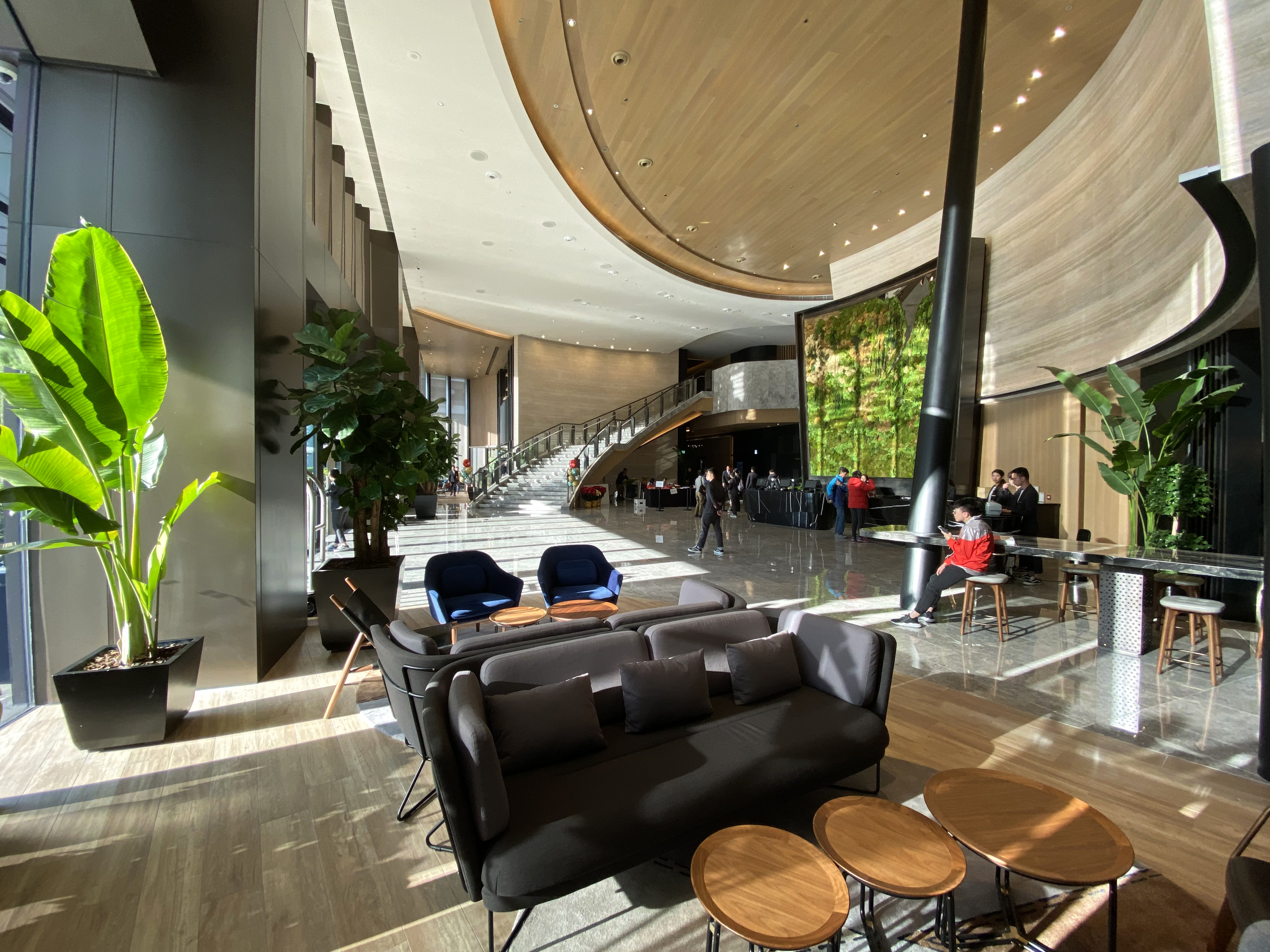
酒店大堂

帝逸酒店（英語：Alva Hotel by Royal）是香港的一間五星級酒店，由新鴻基地產興建和擁有，是帝港酒店集團（Royal Hotels Hong Kong）成員之一。酒店位於香港新界沙田源康街1號河畔，坐擁翠綠景致，糅合現代設計、健康生活及智能科技。酒店共有618間客房，四間餐廳以及一個位於28樓頂層露天恆溫泳池。酒店在2019年底開業。

## 設施
- 1樓自助餐廳Alva House，小食店PitStop，花店，共享工作空間Alva Works
- 2樓宴會廳“逸軒”，設五間雅致私人廂房，可招待最多120位賓客。同層另設小庭院。
- 3樓露天花園，可作宴會場地
- 28樓高級日本餐廳“源峰”（2025年初結業），露天恆溫泳池和健身室

酒店地下設有姊妹公司一田百貨開設的便利店「KONBINI便利ストア by YATA」，於2020年9月6日開業。並已於2023年9月結業。

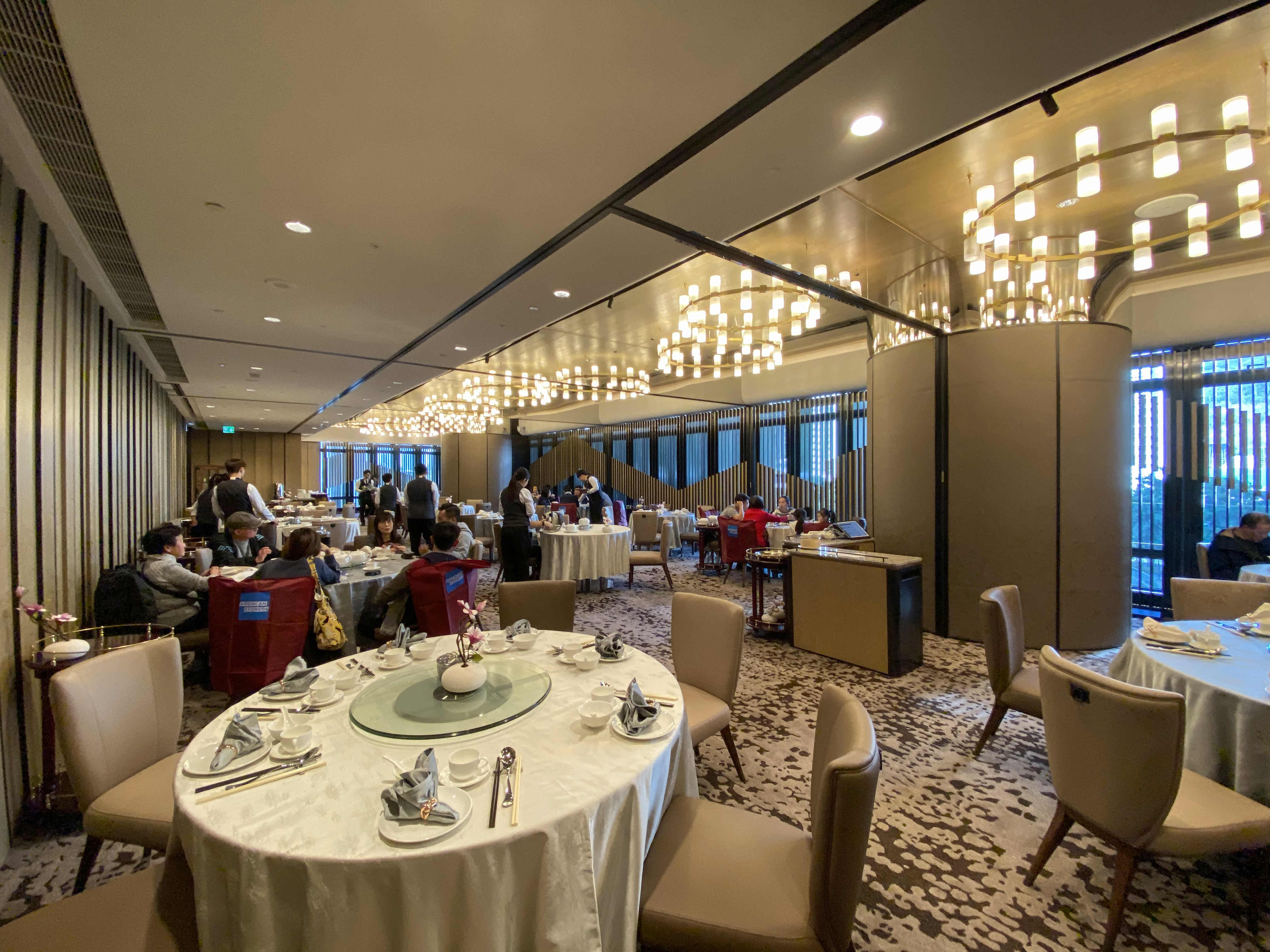
2樓宴會廳“逸軒”
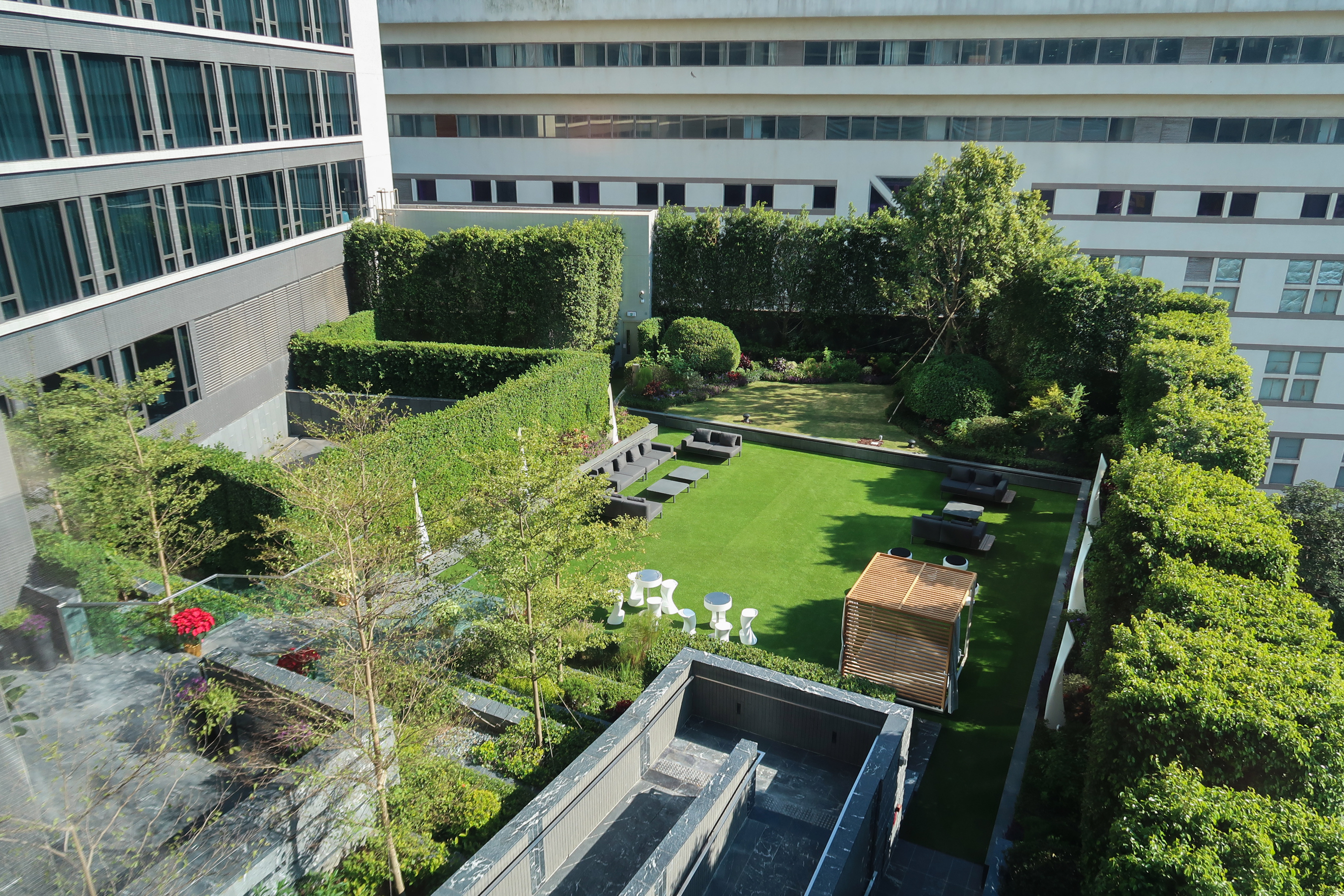
3樓露天花園
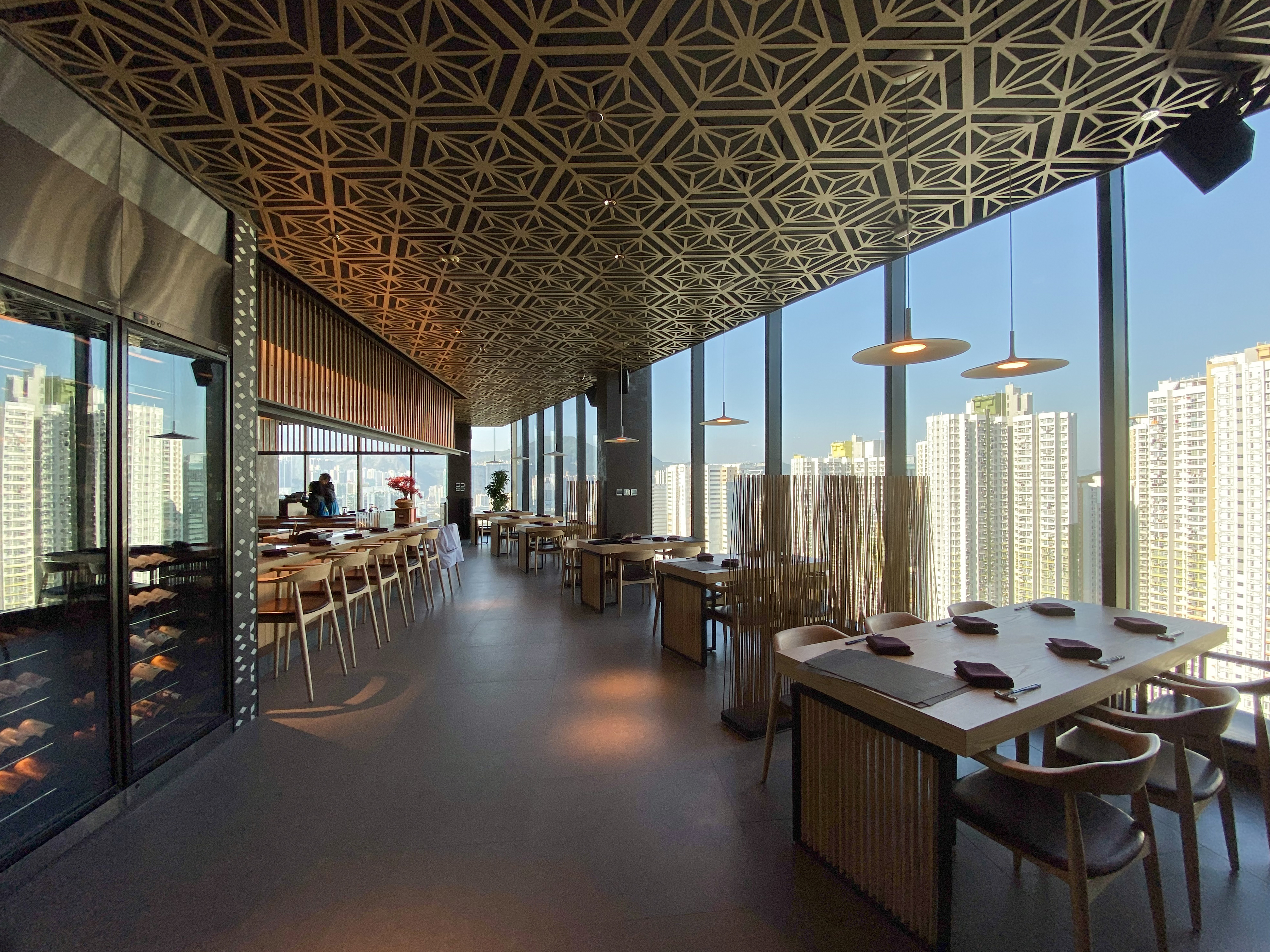
28樓高級日本餐廳“源峰”
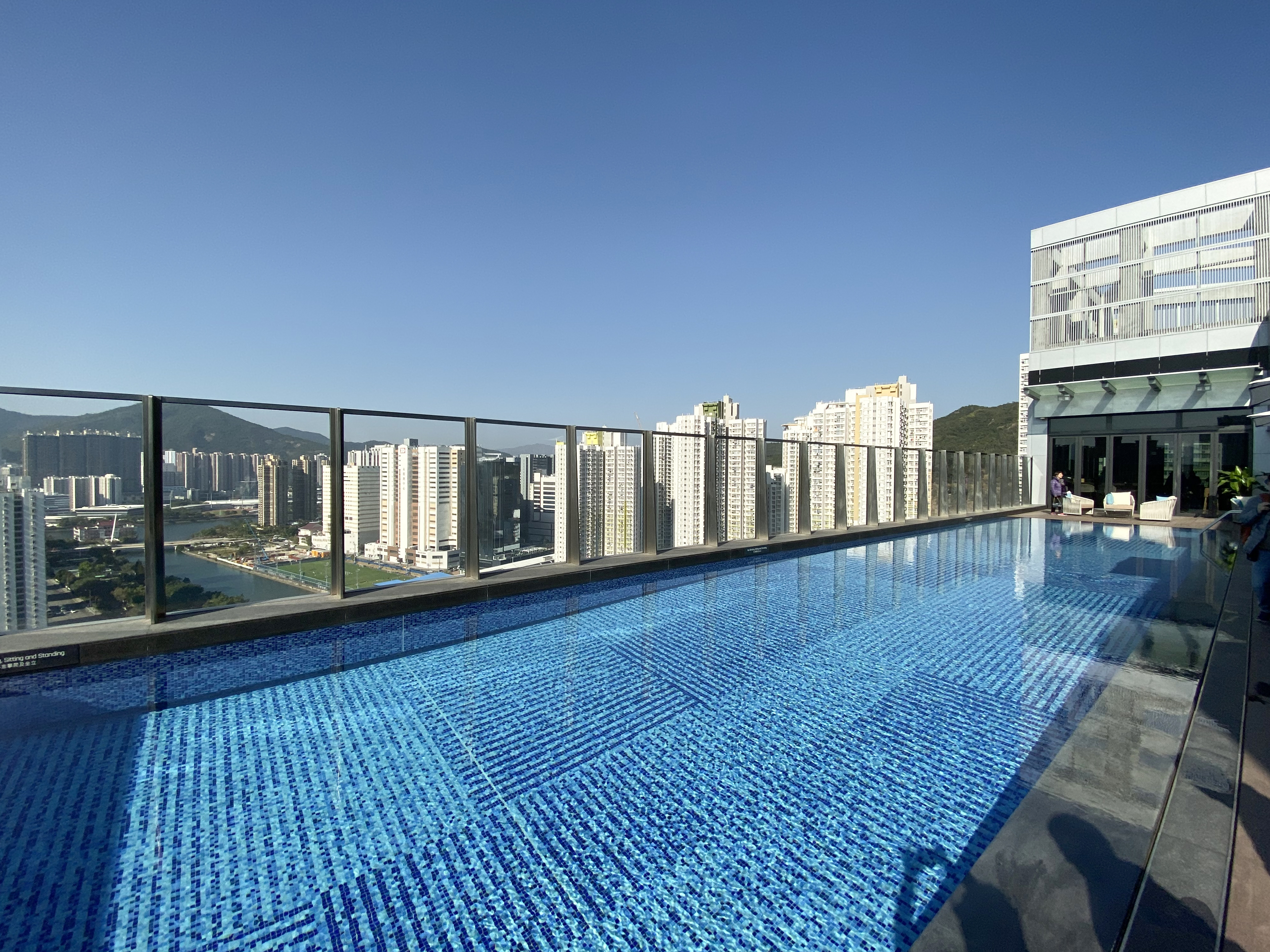
28樓露天恆溫泳池
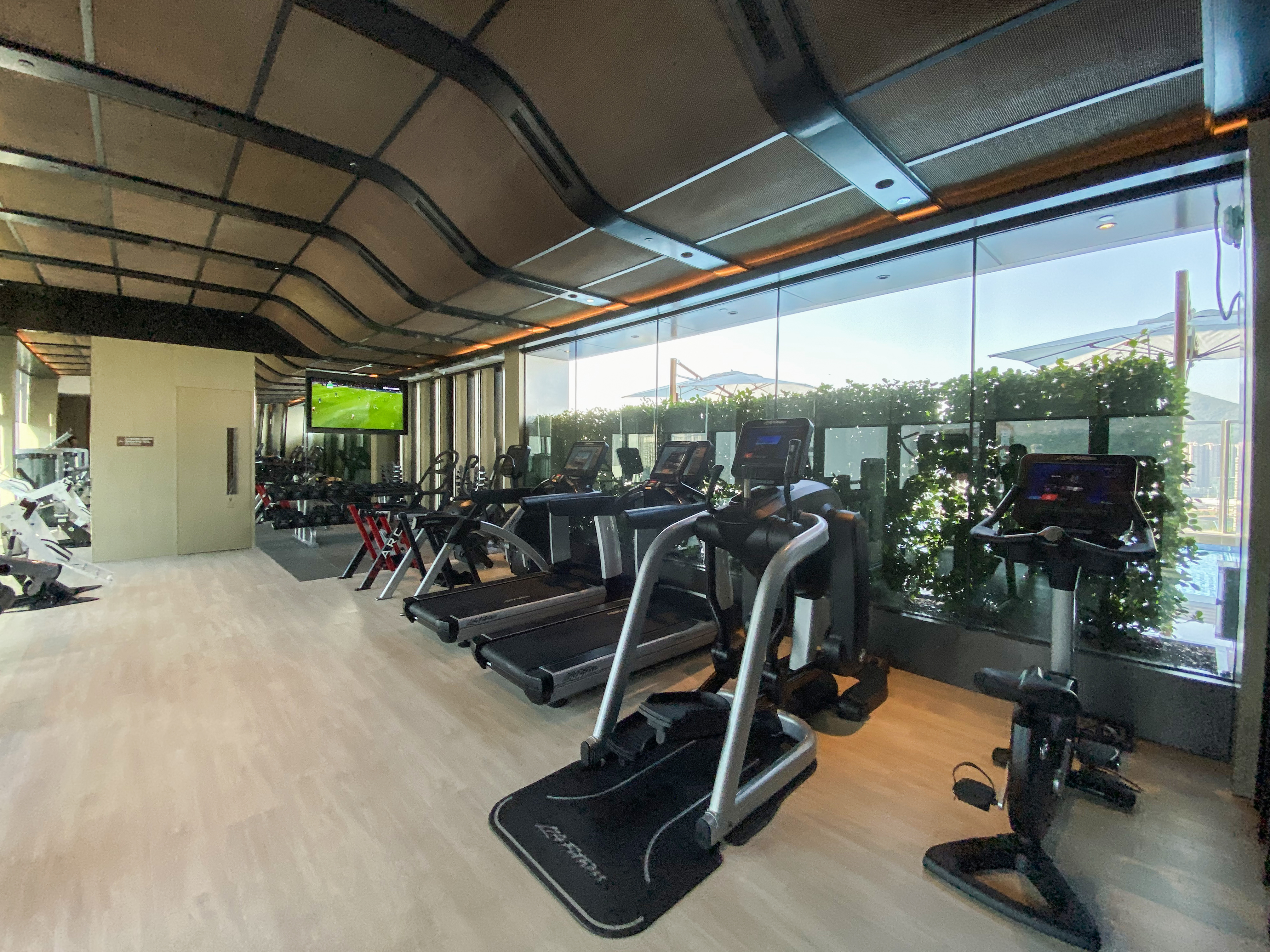
28樓健身室

## 事件
2020年1月，香港第二宗涉新型冠狀病毒個案的56歲男病人，1月19日由武漢乘坐航班前往深圳後，曾於1月20日入住酒店，翌日再到威爾斯親王醫院急症室覆診。
2020年8月，香港酒店工會在Facebook指，酒店提供約30間酒店房，為內地來港的免檢疫醫護人員居住。帝逸酒店承認有關安排。
2023年4月11日早上，一名職員報案指一名男子在房間內上吊，昏迷不醒。消防員接報到場後將他送往威爾斯親王醫院，最終搶救不治。